# 塩化バリウム
塩化バリウム（えんかバリウム、barium chloride）は無機化合物の一種で、組成式 BaCl2 で式量 208.23 のイオン性化合物。常温常圧で白色の固体。水に対する溶解度が高く、アルコールに対する溶解度は低い。水溶液では電離してバリウムイオン (Ba2+) と塩化物イオン (Cl−) に電離する。毒性がある。

## 製造
水酸化バリウムと塩酸の反応の他、塩化アンモニウムと水酸化バリウムとの反応の際、アンモニアと水が発生した後生成される。工業的には、毒重石を塩酸処理するか、もしくは重晶石を炭素と塩化カルシウムとともに熱することで製造される。塩化バリウムの飽和水溶液から温度による溶解度差を利用して析出させることで二水和物が得られ、加熱していくと水和水を失って順に一水和物、無水物となる。

## 用途
塩化バリウムは、他のバリウム化合物を合成するための前駆体として利用される。例えば、塩化バリウムを水酸化ナトリウムなどを用いて複分解させることで純粋な水酸化バリウムが生成される。また、塩化バリウムが硫酸イオンと反応して不溶性の硫酸バリウムを生成する反応を利用して、硫酸イオンの定性および定量分析に利用される。日本工業規格においても、硫酸塩の分析には塩化バリウムを用いた比濁法もしくは重量法が採用されている。

## 危険性
塩化バリウムは強い毒性を有しており、日本では毒物及び劇物取締法第二条の七十九によりバリウム化合物として劇物に指定されている。